# Dugesia milloti
Dugesia milloti és una espècie de triclàdide dugèsid que habita l'aigua dolça de Madagascar, també es troba a l'illa d'Anjouan, a les Comores. Fou la primera espècie de Dugesia de Madagascar descrita amb detall, l'any 1952. Més tard se'n van descriure tres espècies més (D. debeauchampi, D. myopa i D. bifida), elevant el nombre tota d'espècies de Dugesia conegudes a quatre.

## Descripció
D. milloti es caracteritza per presentar un cap de forma triangular amb les aurícules molt punxegudes, més que cap altra espècie coneguda de Dugesia. Pel que fa a l'aparell copulador, D. milloti presenta un conducte ejaculador central a la papil·la peniana amb una obertura terminal a la punta d'aquesta. D'altra banda, els oviductes desemboquen simètricament a la secció proximal del canal de la bossa.